# Mendy Piamenta
Mendy Piamenta (2 de janeiro de 1994 é um cantor, músico e compositor de música Judaica.

## Biografia
Mendy Piamenta de Kfar Chabad Israel, o vencedor do The Jewish Star II 5771 (2011) Live, tem 18 anos de idade e estudou na Yeshivá e tem um grande potencial para a música judaica, ele compõe música desde os 13 anos de idade. Mendy Piamenta é filho do flautista Avi Piamenta.
Em 2011 Mendy Piamenta vence o concurso Jewish Star, logo após o concurso ele grava um clipe que está fazedo o maior sucesso na internet chamado Bar Mitzvah Song. Depois do grande sucesso da canção Mendy grava uma música solo chamada Ana BeKoach.

## Carreira Musical

### The Jewish Star II 5771 (2011)
Depois de 144 testes de vídeo de competidores de todo o mundo, 261,283 votos foram fundidos, e os 13 finalistas foram escolhidos, Havia Homens, mulheres e crianças de todas as idades estavam lá para este evento na Escola de Música do Brooklyn. Por 7:30 as luzes foram diminuídas, todos foram conduzidos para os seus lugares e uma introdução em vídeo saiu na tela do meio em uma sala cheia defumado. O vídeo mostrava clipes das audições de todos os 13 finalistas eo público aplaudiu. Um aplauso especial alto foi a Menachem Weinstein, Menkes Shlomo, Piamenta Mendy, Holder Aaron e Braufman Shmuly
Durante os resultados os competidores ficaram de braços dados em um momento tenso cheio à espera de que seus nomes sejam chamados. Todos foram convidados um por um para descer e sair do palco, exceto para os três finalistas restantes, Zalman Atal, Aaron Holder e Mendy Piamenta. Cada um deles cantou mais uma música antes de os juízes fariam sua decisão final. Aaron Titular cantou V'zakeini.
 Zalman Atal, em seguida, cantou Birshus. Mendy Piamenta estava cantando última Vehi Sheomda.  Ele cantou desta vez com mais emoção, logo depois Yossi País anunciou o grande prêmio de um cheque de US $ 1000, uma locação de carro de dois anos, foi então que anunciaram o Mendy Piamenta como o vencedor do Grande Prémio Estrela judaica

### Bar Mitzvah Song
A canção Bar Mitzvah Song está fazendo o maior sucesso pela internet, a canção é cantada por Avi e Mendy Piamenta e foi escrita para um garoto judeu chamado Rafael de Singapura para o seu Bar Mitzvah, ela foi produzida por olam umlo'o produções.

### Ana BeKoach
Após o grande sucesso da música Bar Mitzvah, Mendy Piamenta lança seu segundo single, uma canção chamada Ana BeKoach. A nova canção está também fazendo o maior sucesso pela internet.